# Nguyễn Phúc Gia Phúc
Nguyễn Phúc Gia Phúc (chữ Hán: 阮福嘉福; 1847 – 1888), phong hiệu Phục Lễ Công chúa (復禮公主), là một công chúa con vua Thiệu Trị nhà Nguyễn trong lịch sử Việt Nam.
Bà là vị công chúa đầy tranh cãi trong nội tộc nhà Nguyễn khi vướng vào một cuộc tình tai tiếng loạn luân với người anh cùng cha khác mẹ là Gia Hưng vương Nguyễn Phúc Hồng Hưu.

## Cuộc đời

### Thân thế
Hoàng nữ Gia Phúc sinh vào năm Thiệu Trị thứ 7 (1847), là con gái út của vua, mẹ là Cung nhân Hồ Thị Ý Nhi. Hồ thị nhận ân sủng chưa tròn, thì Thiệu Trị đã mất sớm, để lại hoàng nữ Gia Phúc còn chưa tròn tuổi đã mất cha.
Lúc đó, chính cung của Thiệu Trị là bà Từ Dụ thái hậu đã đem Công chúa về nuôi dưỡng trong cung từ bé. Sau này công chúa lấy chồng, bà sắm cho các đồ nữ trang y như con đẻ của mình vậy.

### Đồng Xuân Công chúa
Càng lớn lên, công chúa Gia Phúc càng xinh đẹp, tính tình cũng tự do phóng khoáng, hay cùng các anh giao du rất thân mật. Các hoàng tử cũng yêu quý bà, chiều chuộng người em gái năng động và hoạt bát.
Năm Tự Đức thứ 16 (1863), vua anh gả công chúa cho Phò mã Đô úy Nguyễn Lâm, người Quảng Điền, Thừa Thiên. Phò mã Lâm là con trai của Võ Hiển điện Đại học sĩ Trí dũng tướng Tráng Liệt bá Nguyễn Tri Phương. Phò mã từ nhỏ đã có ham học đọc sách, siêng năng, tính lại khiêm cung.
Năm thứ 22 (1869), bà được sách phong làm Đồng Xuân Công chúa (同春公主).
Cuộc sống vừa cưới hạnh phúc không được bao lâu, thì thế nước lúc đó đang lâm nguy. Năm 1873, quân Pháp đánh chiếm Hà Nội, Nguyễn Lâm cùng cha trúng đạn tử trận, được truy tặng hàm Thị lang bộ Binh. Công chúa Gia Phúc trở thành góa phụ khi chỉ vừa 26 tuổi.
Công chúa kịp có với phò mã Lâm 1 con trai
. Con trai là Nguyễn Tri Kiểm (阮知檢), được phong Hàn lâm viện Điển tịch, sau thăng làm Tri phủ Triệu Phong,

### Phục Lễ Công chúa
Công chúa Gia Phúc ở góa khi tuổi đời còn trẻ, nhan sắc lại vẫn mặn mà. Anh trai của bà là Gia Hưng công Nguyễn Phúc Hồng Hưu, hoàng tử thứ 8 của Thiệu Trị, vì thấy bà cô độc mà nhan sắc vẫn còn trẻ, đã đối đãi thân thiết và tư thông với bà. Đại Nam thực lục ghi lại, công chúa sinh được một người con gái sau mối tình loạn luân này.
Sau khi Hàm Nghi lên ngôi (1884), Trấn Tĩnh Quận công Miên Dần (hoàng tử thứ 45 của vua Minh Mạng) đã tâu chuyện loạn dâm này lên vua. Vua hạ lệnh cho Tôn nhân phủ truy xét. Gia Hưng công bị đổi sang họ mẹ là Võ Hưu, bị cách hết tước vị, đưa đi an trí ở Lao Bảo, Quảng Trị. Còn công chúa Gia Phúc bị phế làm thứ dân, đổi tên thành Hồ Thị (Gia) Đốc (theo họ mẹ).
Năm Đồng Khánh thứ nhất (1885), vua xuống dụ cho bà Gia Đốc được phục vị công chúa, nhưng bỏ đi huy hiệu Đồng Xuân; các con của công chúa không được tập ấm Hiệu úy để cho có phân biệt. Vua tạm chuẩn cho bà chỉ được cấp nửa lương công chúa, không được vào chầu.
Đồng Khánh năm thứ 2 (1887), bà được cải phong thành Phục Lễ Công chúa (復禮公主), với ý nghĩa là "quay về với lễ nghĩa". Lời dụ rằng: “Gia Đốc đã được nửa đời người mà vẫn chưa thuần, trước kia mắc lỗi, kể thì lại nói gì, duy nghĩ công đức Hiến Tổ ta, mà y là con gái còn ở trong bụng, trẫm có lòng nào đâu; vậy chính hiệu trước đã đình, nên đổi hiệu khác, để tỏ nhắc nhở, bèn đổi phong là Phục Lễ công chúa”.
Đồng Khánh năm thứ 3 (1888), công chúa Gia Phúc qua đời, thọ 42 tuổi, được ban thụy là Mỹ Thục (美淑). Trước khi chết, chúa có trối lại là muốn được táng tại quê chồng là xã Chất Long, tỉnh Thừa Thiên (nay thuộc địa phận xã Phong Chương, huyện Phong Điền, Thừa Thiên Huế) cùng với phò mã Lâm, vua chuẩn cho. Vua lại chuẩn cho từ nay trở về sau, các công chúa mà tình nguyện về chôn ở quê chồng, cũng theo đó mà làm.